# Gadmen

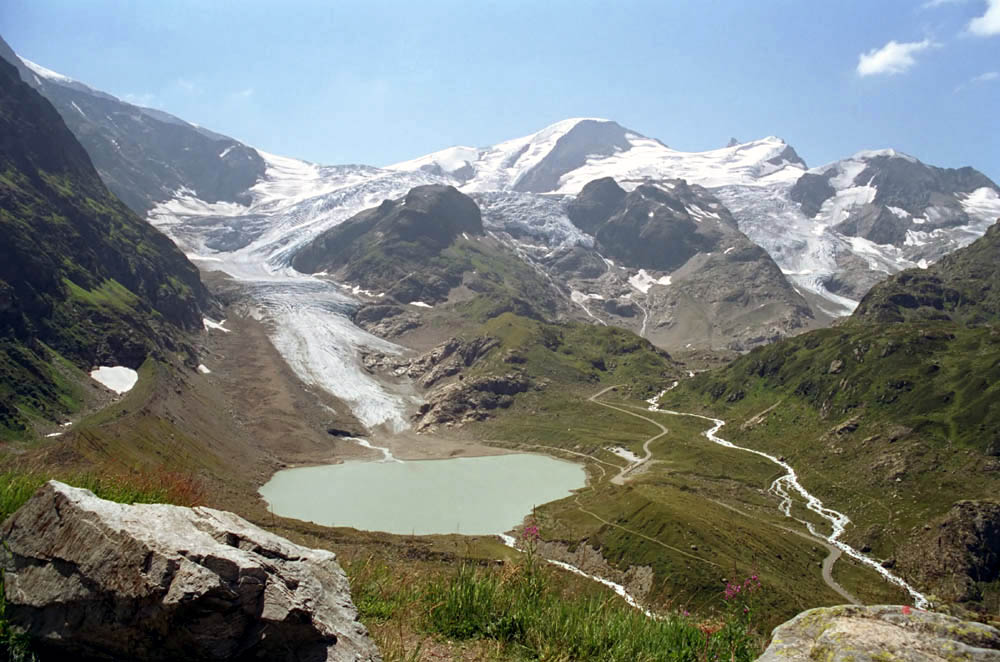
Cảnh Steinsee và Gadmen nhìn từ đèo Susten

Gadmen là một đô thị ở huyện Oberhasli ở bang Bern ở Thụy Sĩ. Đô thị này có diện tích 116,4 km², dân số năm 2006 là 273 người.
Các đô thị giáp ranh: Engelberg, Wassen, Göschenen, Guttannen, Innertkirchen và Kerns.
Có 3 sông băng ở Gadmen: sông băng Stein, sông băng Trift và sông băng Wenden. Dưới sông băng Stein là hồ Stein. Đô thị này có núi Titlis.
Kinh tế dựa vào nông nghiệp và du lịch.